# ライプツィヒ・ドイツ文学研究所

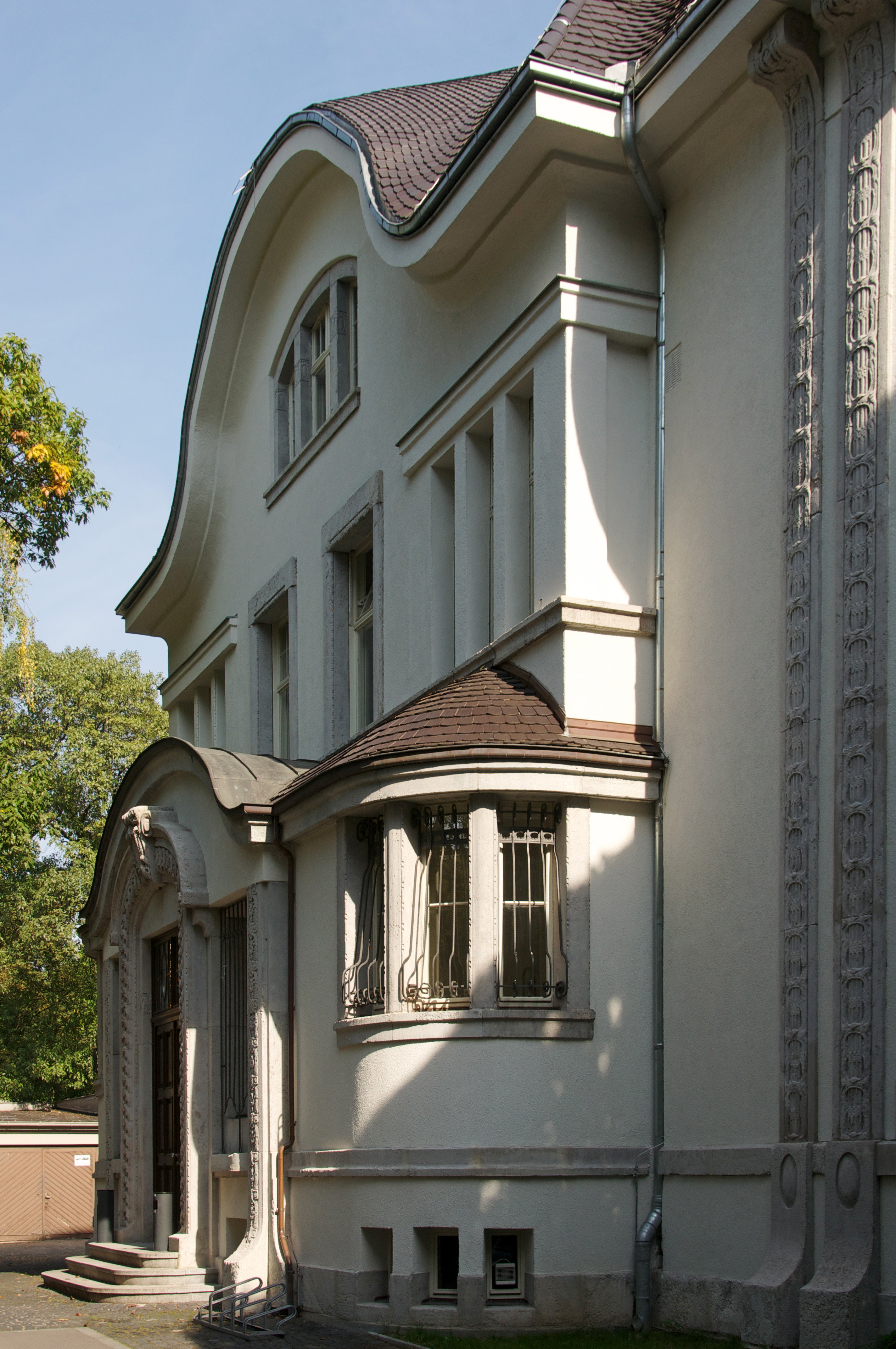
ドイツ文学研究所の入口

ライプツィヒ・ドイツ文学研究所（ライプツィヒ・ドイツぶんがくけんきゅうじょ、独: Deutsche Literaturinstitut Leipzig; DLL）は、ライプツィヒ大学の教育研究機関である。ドイツ語圏での作家養成教育を行う。
ヒルデスハイム大学の創作・文化ジャーナリズム課程や、スイス文学研究所と並んで、ドイツ語圏の大学で文学活動を勉強する場所である。6学期制で、散文、詩歌、劇作、ニュー・メディアなどの専門学科があり、2006年-2007年の冬学期からは、学士・修士研究過程が始まっている。

## 歴史

### 「ヨハネス・R・ベッヒャー」文学研究所
SED中央委員会の書記長による決議で、1955年にライプツィヒで文学研究所が「イデオロギー的・芸術的な作家教育を促進する」という目的で創設された。同研究所は、1958年に専門大学（Hochschule）扱いとなり、1959年にはヨハネス・R・ベッヒャー（ベッヒャーは東ドイツの文化相を務め、東ドイツ国歌の作詞者でもあった）の名前を与えられた。研究所での教育は、若い作家たちの興味関心と結びついていた。詩歌、散文、劇作のゼミナールが、教育の中心であった。また、精神的な地平を拡大して、創作意欲を刺激するために次のような講義も行われていた。ドイツ文学、世界文学、ソビエト文学、文化学、スタイル学、文学批評、芸術・音楽史、全ての東ドイツの専門大学で必修だったマルクス・レーニン主義の授業などである。
レーギス（Regis）の褐炭工場で毎年行われる国営企業の実習（Praktikum）も、教育内容に含まれていた。学期で最も重要だったのは、研究所のメンバー全員の前で行われる朗読ワークショップであり、そこで学生たちは一切の言い訳なしに自分のテクストを読み、様々な人からの批評を受けた。
文学研究所で直接研究するだけでなく、遠隔授業（大学卒業後授業）を受けることもできた。この授業形式をとる学生は、4週間ごとに週末3日間の対面授業を行った。
研究所の目的は、ドイツ社会主義統一党の言う意味での社会主義リアリズムの作家を育てることであった。しかしそれにも関わらず、国立研究所の庇護にあって、相対的に開かれた空気が支配しており、国際的にも通用するかなりの数の作家を輩出した。
研究所の中心人物は、15年以上も活動していた詩人のゲオルク・マウラーで、1955年から1970年まで詩歌ゼミナールを開き、若い東ドイツの詩人たちに絶大な影響を与えた（ザクセン詩派）。
ザクセン自由州は、1990年12月31日に文学研究所の解体を決議した。教育内容は、自由な社会に必要なものにも、民主主義的な法治国家にも、社会的市場経済にも対応していないとされたためである。授業は、現実社会主義の国家や社会での必要性やイデオロギーに束縛されていたとも見られた。文学研究所の最期の卒業生には「文学創作のための卒業証書」が授与された。このことは、新しいものと見ることができる。
学生たちは、1991年1月1日から1月6日に研究所を占拠するなどの抗議活動を行ったり、議員や学者、多くの作家たち、特にハンス・メイヤーやヴァルター・イェンスが抵抗したため、ザクセン州ビーデンコプフ政権は、文学研究者について再考しなければならなくなった。その結果、古い研究所を解体したあとで、新しい研究所を再建するという構想が生まれた。

### ドイツ文学研究所
ライプツィヒ大学の傘下で、ドイツ文学研究所が設立され、1995年に教育活動が始まった。1999年以降、経営者の職務がエグゼクティブ・ディレクターに代わり、研究所の教授たちが交代した。2006年と2007年の冬学期に、文学創作学士課程（Bachelor-Studiengang Literarisches Schreiben）は、学位課程（Diplomstudiengang）となった。授業内容は、理論ゼミナールと実践ゼミナールに分かれた。文学史的・文学理論的な基礎は、学生にテクストの創作方法を理解させ、批評できるようにさせるための前提を作っている。ワークショップゼミナールは、テクストの具体的な作業以上に、批判的な能力を拡大させることを目的としている。学生には、様々な文章形式を試してみる可能性が提供されている。散文・詩歌・劇作ゼミナールだけでなく、ジャーナリズムの文章、朗読、または広告のための授業もある。
毎年、およそ20人の志願者しか受けいれておらず、授業の大部分は、同じ建物内で行われるため、学生間では、活発な意見交換がある。
一年に一度、アンソロジー『Tippgemeinschaft』を出版し、学生たちを読者に紹介している。
2005年に研究所は、ドイツ批評賞を受賞した。